# Rogernomics

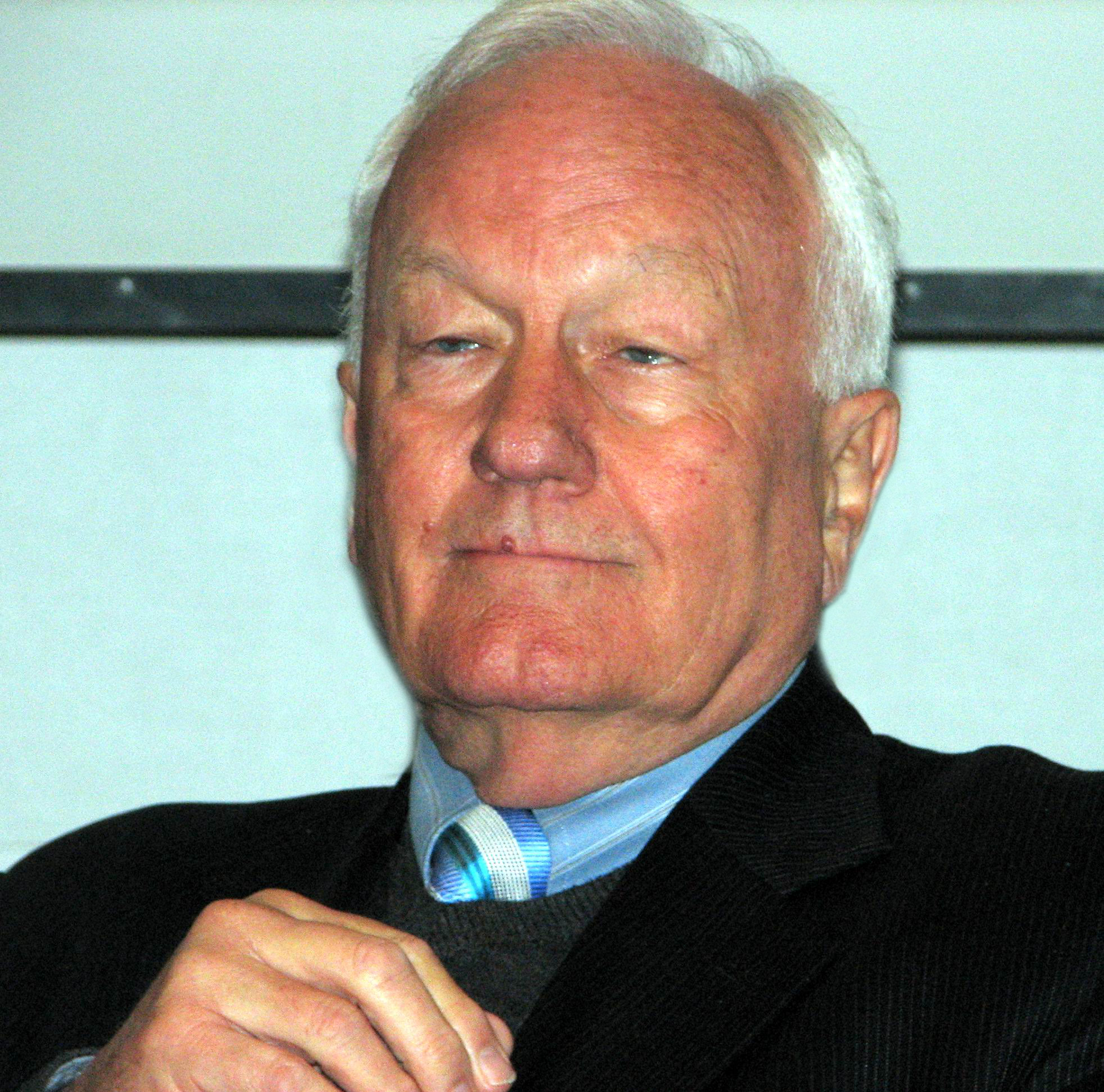
Le ministre travailliste Roger Douglas à l'origine des "Rogernomics".

Le terme de Rogernomics, mot-valise de « Roger » et « economics », fut créé en analogie avec Reaganomics pour décrire les politiques en économie du ministre travailliste néo-zélandais des finances Roger Douglas dès le début de son mandat en 1984 et jusqu'en 1990. Ces politiques incluent la diminution des subventions et barrières commerciales pour l'agriculture, la privatisation et le contrôle de l'inflation par des mesures liées au monétarisme. Certains membres du Parti travailliste néo-zélandais les virent déloyaux aux idées qui leur étaient traditionnellement associées. Douglas quitta par la suite le Parti travailliste pour rejoindre ACT. Sa politique économique sera suivie, de 1990 à 1993, par le Ruthanasia.
Le contexte international est alors très favorable à ce type de réformes : « À la fin de 1984, les ministres des finances de six pays de l’OCDE — la Nouvelle-Zélande, l’Australie, l’Espagne, la France, la Suède et le Royaume-Uni — étaient des porte-parole actifs de la libéralisation ».
Des entreprises publiques sont privatisées, dont les télécommunications, les banques, les chemins de fer et les forêts. Des postes dans la fonction publique sont supprimés, le droit du travail est abaissé et l'âge de départ à la retraite recule de cinq ans. Un accord de libre-échange est signé avec l'Australie en 1990. Des économies sont faites en remodelant la sécurité sociale néo-zélandaise à l'aide de coupes budgétaires substantielles (réduction de 5 % à 27 %, selon les cas, des prestations sociales : allocations chômage, retraites, pensions d’invalidité et de veuvage). Plusieurs des hauts-fonctionnaires ayant conduit cette libéralisation deviennent par la suite des dirigeants d'entreprises privatisées.
Les résultats économiques sont les suivants : l'inflation régresse et s'installe durablement sous la barre des 2 %, le déficit budgétaire est réduit et les finances publiques sont assainies : le budget devient excédentaire en 1995, les surplus servent à rembourser la dette extérieure de l'État et la dette publique ne dépasse pas 27 % du PIB. Après cinq années de stagnation puis deux années de récession de 1990 à 1992, le pays retrouve la croissance à un taux de 4,8 % en 1993 puis de 6 % en 1994, dix ans après l'implantation des réformes structurelles, ce qui en fait un des taux les plus élevés des pays membres de l'OCDE. Le revenu national brut a pratiquement doublé, en passant de 6 950 USD en 1984 à 13 640 USD en 1990. En revanche, le PIB par habitant recule de 10 % par rapport à la moyenne de l’OCDE. Entre 1992 et 2002, le pays connait une croissance de 3,6 % en moyenne. Le taux de chômage bondit de 3,9 % en 1985 à près de 11 % en 1992, puis descendit à 6 % en 1996 et à 4 % en 2004, deux décennies après le lancement des réformes,. 
Toutefois, le désengagement de l'État s'est également traduit par un durcissement des conditions d'allocations de chômage et une réforme complète de l'aide aux familles qui ont creusé l'écart entre les plus riches et les plus démunis, ceux-ci se tournent désormais vers l'allocation d'invalidité ou de parent isolé. Les limitations apportées à la couverture sociale du risque maladie ont également suscités plusieurs critiques : les frais de médicaments et de médecine ambulatoire relèvent en effet de plus en plus largement de la responsabilité individuelle. Or, les assurances privées étant chères, une part non négligeable de la population n'en souscrit pas. 
En 1996, Donald Brash, gouverneur de la Banque centrale déclare « qu'il est encourageant de constater que le public n'encourage guère le retour d'avant les réformes de la dernière décennie : les agriculteurs ne veulent pas revenir aux subventions, les manufacturiers ne veulent pas revenir au protectionnisme élevé, les voyageurs ne veulent pas retourner au monopole d'une seule compagnie aérienne, les clients ne veulent pas retourner aux heures restreintes d'achat, personne ne souhaite revenir aux listes d'attente de six mois pour un téléphone, personne ne préconise un retour à l'ancien ministère de la culture, pratiquement personne ne préconise un retour au syndicalisme obligatoire, des enquêtes suggèrent qu'une écrasante majorité de personnes est satisfaite ou très satisfaite de leur emploi, de leur sécurité d'emploi et de leurs conditions de travail ».
L'année suivante, il déclare toutefois que « les Néo-Zélandais restent ambivalents, voire hostiles aux tourbillons des douze dernières années ». Une délégation du Sénat français déclare dans un rapport que si les réformes entreprises depuis 1984 font consensus au sein des deux grands partis et que la scène politique néo-zélandaise en a été profondément remodelée, certaines politiques sont sujettes à débats et plusieurs critiques : les Néo-Zélandais ont cependant critiqué ses effets dans le domaine de la santé et de l'éducation. Par conséquent, en parallèle de cette politique de libéralisation, le gouvernement conservateur de Jenny Shipley en 1997 à chercher à corriger les effets pervers et les dérives en débloquant sur trois ans près de 3,5 milliards de dollars supplémentaires pour l'éducation, la santé et autres dépenses sociales.

## Source
1. 1 2 3 4 5  Serge Halimi, « La Nouvelle-Zélande éprouvette du capitalisme total », Le Monde diplomatique,‎ 1er avril 1997 (lire en ligne, consulté le 22 octobre 2018)
2. ↑  « La révolution ultra-libérale néo-zélandaise »
3. ↑  « New Zealand GNI Per Capita 1972–2021 », sur www.macrotrends.net
4. ↑  Australie et Nouvelle-Zélande : mais où est l'État ?
5. ↑  Frédéric Sautet, « Frédéric Sautet: «Libérons la croissance française en nous inspirant des politiques qui ont sauvé la Nouvelle-Zélande» », L'Opinion, 4 juillet 2017.
6. ↑  « Nouvelle-Zélande Taux de chômage, 1980-2018 » (consulté le 27 mai 2019)
7. ↑  « La Nouvelle-Zélande récolte les fruits de sa révolution libérale »
8. 1 2  « Rapport du Sénat Français sur la Nouvelle-Zélande », sur site du Sénat
9. ↑  (en) Don Brash, « New Zealand's remarkable reforms ».